# Shengang (Changhua)
Shengang (chinesisch 伸港鄉, Pinyin Shéngāng Xiang) ist eine Landgemeinde (鄉,  Xiang) im Landkreis Changhua der Republik China auf Taiwan.

## Lage und Klima
Shengang ist die am weitesten nördlich gelegene Gemeinde des Landkreises Changhua und liegt an der Küste zur Taiwanstraße. Die nördliche und nordöstliche Begrenzung bildet der Fluss Dadu oder Dadu Xi (大肚溪,  Dàdù Xī), der zugleich die Grenze zum Stadtgebiet von Taichung bildet. Das Terrain ist eben mit einer Höhe über dem Meeresspiegel zwischen 0 und ca. 20 Metern und entspricht einer typischen Küstenlandschaft. An der Mündung des Dadu Xi gibt es ein größeres Wattenmeer, das für seine ökologischen Schätze (Seevögel, Krabben etc.) bekannt ist. Die Jahresmitteltemperatur beträgt 23 °C, der Jahresniederschlag liegt bei 1100 mm und konzentriert sich in den Sommermonaten. Die Windrichtungen werden durch den Monsun (im Winter Nordost-Monsun und im Sommer Südwest-Monsun) geprägt. Von September bis Mai herrscht Nordnordostwind vor, der Südwestwind weht im Juni und der Westwind im Juli und August. Im November und Dezember tritt häufig Nebel in Küstennähe auf.
Die angrenzenden Gemeinden sind Xianxi im Südwesten und Hemei im Südosten, sowie die Stadtbezirke Longjing und Dadu von Taichung im Norden bzw. Nordosten.

## Geschichte
Im Jahr 1624 begann in Taiwan die niederländische Kolonialherrschaft und mit ihr auch die Einwanderung vom chinesischen Festland in größerem Maße. Das Gebiet des späteren Landkreises Changhua war den Niederländern als Favorlangh (瓦布蘭,  Wǎbùlán) bekannt. Zur Zeit der Herrschaft Zheng Chenggongs und seiner Nachfolger (1662–1682) gehörte das Gebiet von Shengang zum Kreis Tianxing (天興州). Nach der Eingliederung Taiwans in das Chinesische Kaiserreich der Qing-Dynastie wurde der neue Kreis Zhuluo (諸羅縣) gebildet, zu dem auch das Gebiet des Landkreises Changhua gehörte. 1723 wurde die Verwaltungsregion Changhua geschaffen. Nach der Annexion Taiwans durch Japan nach dem japanisch-chinesischen Krieg von 1894/95 folgte eine Reihe von Verwaltungsreformen, bis im Jahr 1920 das Küstengebiet südlich der Dadu-Mündung als Dorf Xianxi (線西庄,  Xiànxī zhuāng) zur Präfektur Taichū kam. Nach Übernahme Taiwans durch die Republik China nach Ende des Zweiten Weltkrieges 1945 wurden die Verwaltungsregionen erneut umorganisiert. Aus der Präfektur Taichū wurde der Landkreis Taichung und das Dorf Xianxi wurde zur Landgemeinde Xianxi (線西鄉,  Xiànxī xiang). Am 1. Juli 1950 wurde die Landgemeinde in zwei Landgemeinden, Xianxi und Xingang (新港鄉) aufgeteilt. Da es jedoch eine zweite Landgemeinde des Namens Xingang im Landkreis Chiayi gab, erhielt Xingang in Changhua am 1. Juli 1959 zur besseren Unterscheidung den neuen Namen Shengang (伸港 – „ausgedehnter Hafen“). Seit dem 21. Oktober 1950 gehört die Gemeinde zum Landkreis Changhua.

## Bevölkerung
Ende 2019 lebten 178 Angehörige indigener Völker in Shengang, entsprechend einem Bevölkerungsanteil von 0,5 %.
| Gliederung von Shengang |
|                         |

## Verwaltungsgliederung
Shengang ist in 14 Dörfer (村,  Cūn) unterteilt:
1 Biantou (汴頭村)

2 Qijia (七嘉村)

3 Biqi (埤墘村)

4 Xingang (新港村)

5 Quanzhou (泉州村)

6 Quancuo (泉厝村)

7 Datong (大同村)

8 Dingxing (定興村)

9 Xidi (溪底村)

10 Quanxing (全興村)

11 Haiwei (海尾村)

12 Shegu (什股村)

13 Cengjia (曾家村)

14 Eliao (蚵寮村)

## Wirtschaft

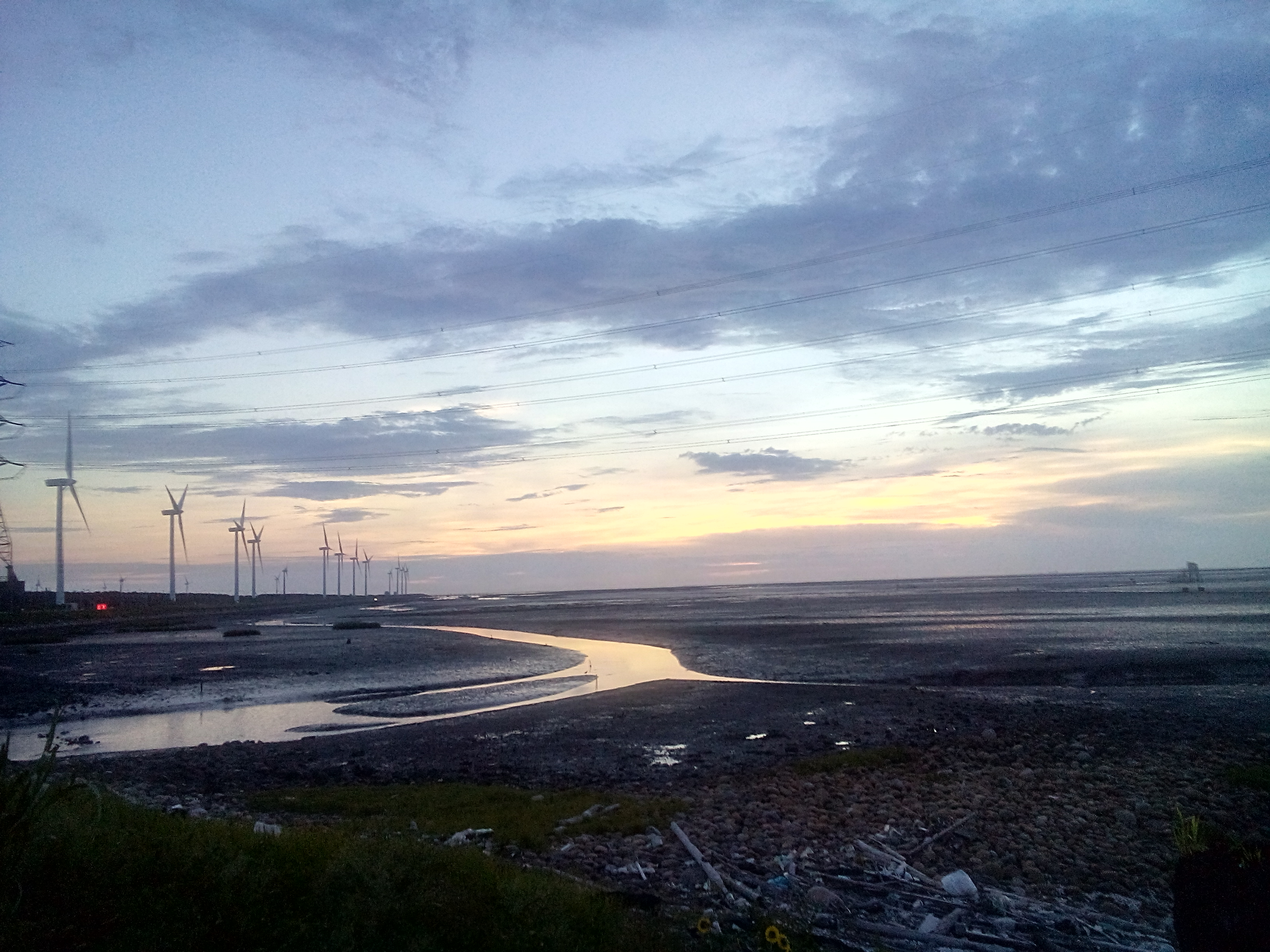
Impression im Dorf Eliao

Die Wirtschaft Shengangs ist stark durch Landwirtschaft und Fischerei geprägt. Quantitativ dominierend war lange Zeit der Reisanbau, der vor den 1970er Jahren einen großen Teil der Landwirtschaft in der Gemeinde ausmachte, und etwa 2000 bis 3000 ha Fläche einnahm. Da die klimatischen Bedingungen und Bodenbedingungen für den Reisanbau nicht optimal sind, gibt es seit längerem Bemühungen, die Landwirtschaft auf wirtschaftlich günstigere Spezialkulturen umzustellen. Die bekanntesten landwirtschaftlichen Spezialprodukte sind Erdnüsse, Knoblauch und Zwiebeln. In der Küstenfischerei und Fischzucht sind Japanische Venusmuscheln, Austern und Milchfisch bedeutsam. In der Tierhaltung dominiert die Schweinehaltung, gefolgt von Geflügelzucht. Die örtliche Industrie konzentriert sich im 1976 eröffneten, 246,8 ha großen Industriegebiet Quanxing (全興工業區,  Quánxīng gōngyè qū) in Xidi. Hier finden sich Betriebe der Textilindustrie, metallverarbeitenden Industrie und des Maschinenbaus. Das zweite Industriegebiet Changbin (彰濱工業區,  Zhāngbīn gōngyè qū) erstreckt sich über Shengang, Xianxi und Lukang.

## Verkehr
Durch Shengang führen mehrere überregionale Straßen. Parallel zur Küste und zum Teil direkt an ihr entlang verläuft die Provinzstraße 61. Weiter inlandwärts verläuft parallel zu dieser die Provinzstraße 17. Wichtigste Ost-West-Verbindung ist im Süden von Shengang die Provinzstraße 61B (61乙), die als Zubringerstraße von der Küste bis zur Nationalstraße (Autobahn) 3 in der Nachbargemeinde Hemei dient.

## Besonderheiten

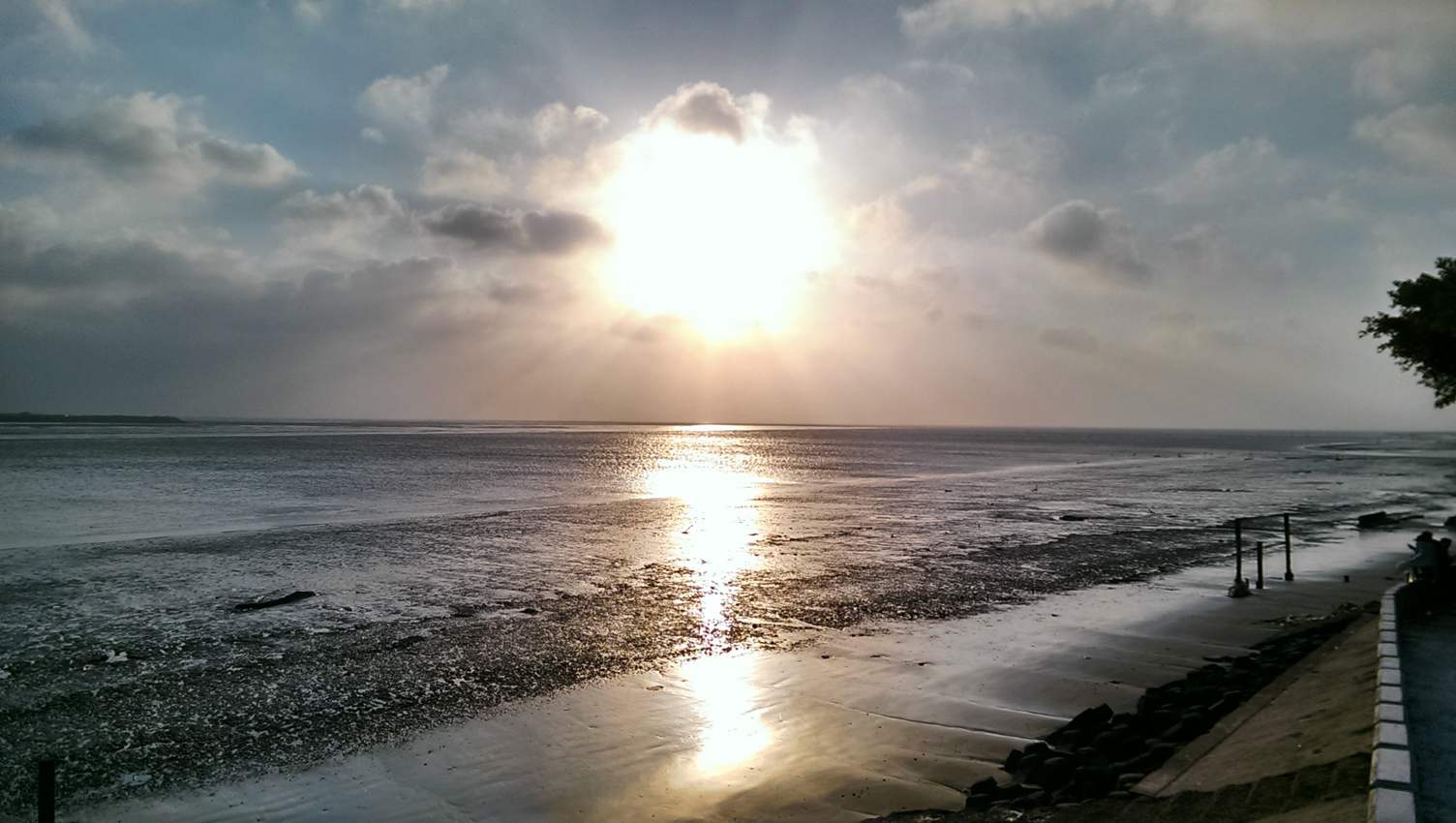
Mündungsbereich des Dadu

Der Fu’an-Tempel (福安宮,  Fú’ān gōng ) im Dorf Datong ist ein reichhaltig ausgestatteter Mazu-Tempel, dessen Anfänge auf das Jahr 1677 zurückgehen, als ein erster Tempel durch Einwanderer aus Quanzhou begründet wurde. Der alte Tempel wurde 1917/18 durch einen Neubau ersetzt, der ab den 1970er Jahren immer weiter ausgebaut wurde. Der Shenqing-Tempel (伸慶宮,  Shēnqìng gōng ) oder Zhangyugu-Tempel (張玉姑廟,  Zhāngyùgū miào) im Dorf Xidi stammt aus dem Jahr 1956 und erinnert an einen Unglücksfall aus dem Jahr 1953, als zwei Kinder aus der Umgebung beim Fischen im Fluss Dadu ums Leben kamen.
Im Mündungsbereich des Dadu befindet sich das am 28. Februar 1995 eingerichtete, 2669,73 ha große Naturschutzgebiet Dadu-Mündung (大肚溪口野生動物保護區,  Dàdùxī kǒu yěshēng dòngwù bǎohù qū). Das Naturschutzgebiet ist vor allem durch seinen Vogelreichtum bedeutsam. Hier finden sich mehr als 235 Vogelarten, von denen etwa 70 % Wasservögel sind.

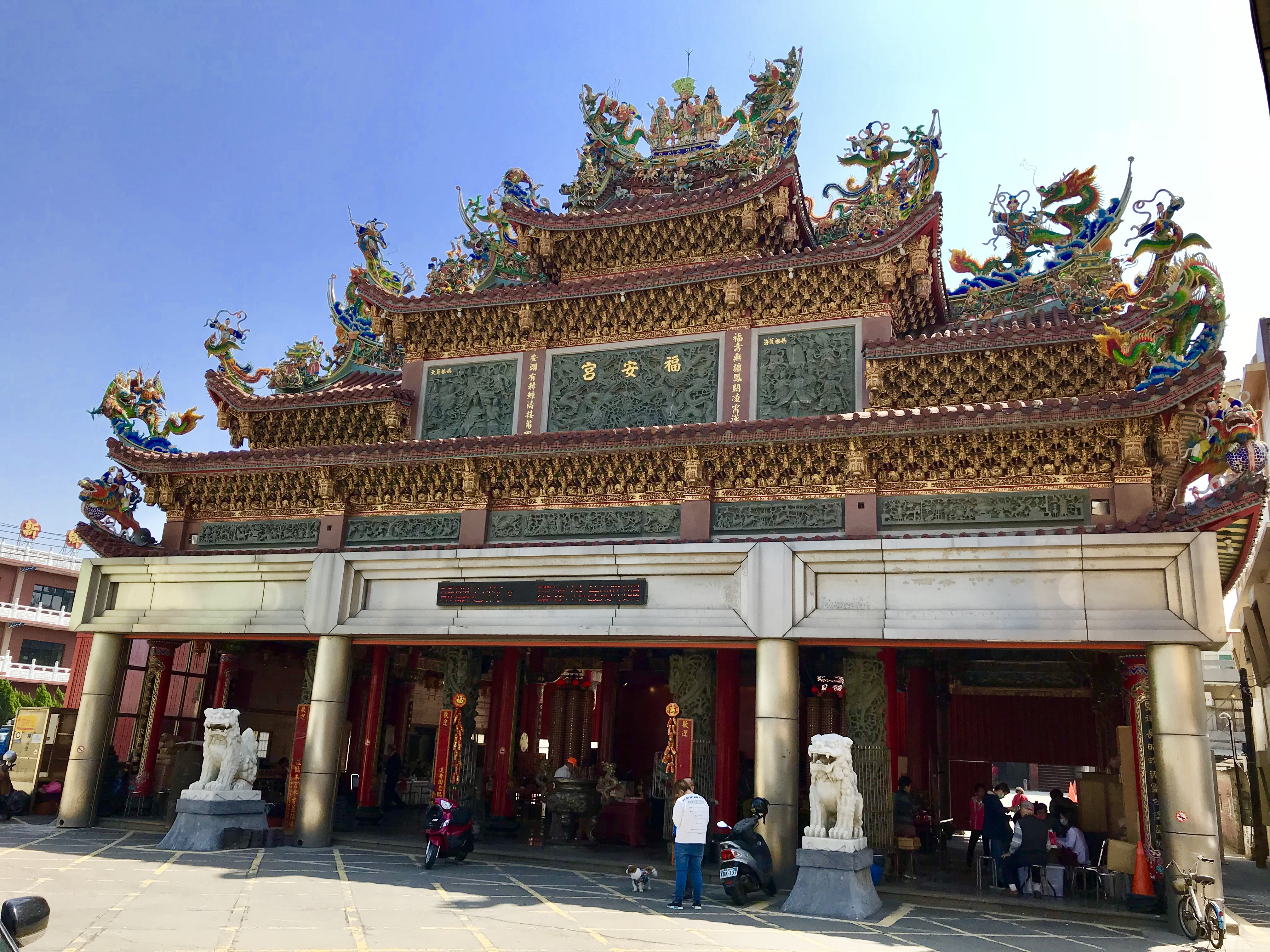
Fu’an-Tempel
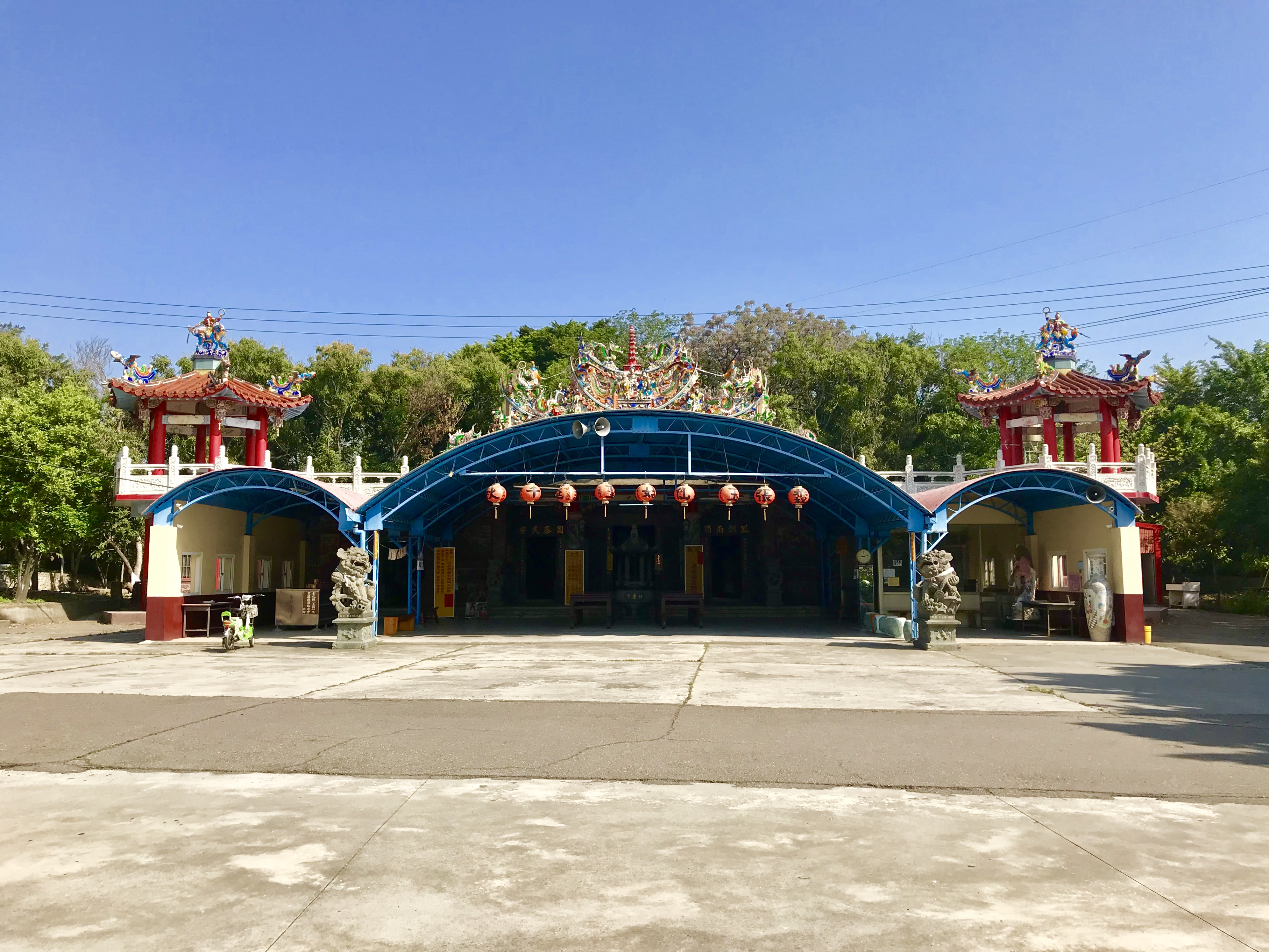
Shenqing-Tempel